# An Phú Tân
An Phú Tân là một xã thuộc tỉnh Vĩnh Long, Việt Nam.

## Địa lý
Xã An Phú Tân có vị trí địa lý:
- Phía đông giáp xã Cầu Kè và Tam Ngãi.
- Phía tây giáp thành phố Cần Thơ, ranh giới là sông Hậu.
- Phía bắc giáp xã Trà Ôn.

Xã An Phú Tân có diện tích 53,91 km², dân số năm 2025 là 27.473 người, mật độ dân số đạt 509 người/km².

## Hành chính
Xã An Phú Tân được chia thành ấp: An Hòa, An Trại, Dinh An, Hòa An, Tân Qui I, Tân Qui II.

## Lịch sử
Ngày 2 tháng 3 năm 1998, Chính phủ Việt Nam ban hành Nghị định số 13/1998/NĐ-CP về việc thành lập xã Hòa Tân trên cơ sở điều chỉnh 1.657,97 ha diện tích tự nhiên và 4.501 nhân khẩu của xã An Phú Tân.
Sau khi điều chỉnh địa giới hành chính, xã An Phú Tân có 2.428,57 ha diện tích tự nhiên và 11.412 nhân khẩu.
Ngày 16 tháng 6 năm 2025, Ủy ban Thường vụ Quốc hội ban hành Nghị quyết số 1687/NQ-UBTVQH15 về việc sắp xếp các đơn vị hành chính cấp xã của tỉnh Vĩnh Long năm 2025. Theo đó, sắp xếp toàn bộ diện tích tự nhiên, quy mô dân số của các xã Hòa Tân và An Phú Tân thành xã mới có tên gọi là xã An Phú Tân.
Sau khi sáp nhập, xã An Phú Tân có 53,91 km² diện tích tự nhiên và dân số 27.473 người.